# Harlem Désir

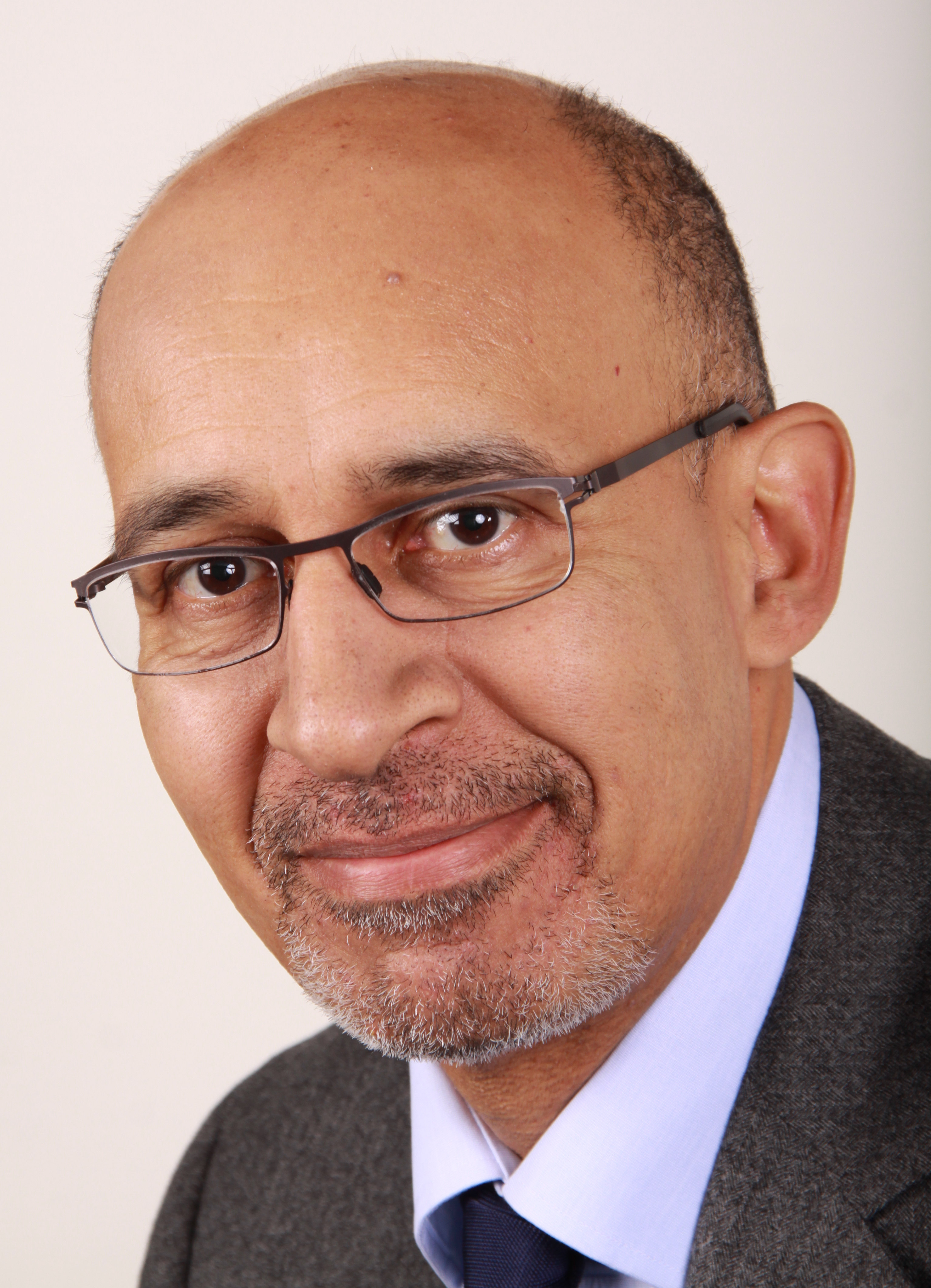
Harlem Désir im Februar 2014

Harlem Jean-Philippe Désir (* 29. November 1959 in Paris) ist ein französischer Politiker der Parti socialiste (PS) und seit 2017 OSZE-Beauftragter für die Freiheit der Medien. Er ist ehemaliger Staatssekretär für Europafragen im französischen Außenministerium und war von 2012 bis 2014 Parteivorsitzender (französisch Premier secrétaire) des PS.

## Lebenslauf
Désir ist Sohn eines Martiniquaners und einer Elsässerin. Er studierte Philosophie an der Université Paris 1 Panthéon-Sorbonne und gründete die Vereinigung SOS Racisme, deren Präsident er bis 1992 war. Vor seiner Wahl zum Europaparlamentsabgeordneten war er außerdem als Radiojournalist und im Verlagswesen tätig. Zudem war er Herausgeber einer monatlich erscheinenden Zeitung und Koordinator eines Netzwerkes von in sieben Ländern vertretenen europäischen Organisationen, die Wohnraum für Jugendliche zur Verfügung stellen.
Von 1989 bis 1994 und von 1997 bis 1999 war er Mitglied des Rates für Soziales und Wirtschaft. 1997 trat Harlem Désir außerdem als Kandidat für Gemeindewahlen in Aulnay-sous-Bois an. Seit 2001 ist er als Gemeinderat in Aulnay-sous-Bois tätig.
Harlem Désir wurde im Juni 1999 zum ersten Mal ins Europäische Parlament gewählt und 2004 sowie 2009 wiedergewählt. Er war zwischen 2004 und 2009 Vizepräsident der sozialdemokratischen Fraktion des Europäischen Parlamentes und ist in der laufenden Mandatur Mitglied in der Kommission für internationalen Handel.
Von 2009 bis April 2014 war Harlem Désir im EU-Parlament Mitglied im Ausschuss für internationalen Handel und in der Delegation für die Beziehungen zu Indien.
Als Stellvertreter war er tätig im Ausschuss für auswärtige Angelegenheiten sowie in der Delegation im Parlamentarischen Ausschuss Cariforum-EU und der Delegation für die Beziehungen zu Japan. Im April 2014 schied er aus dem Europäischen Parlament aus. Für ihn rückte die Politikerin Christine Revault d’Allonnes Bonnefoy nach.
Harlem Désir galt als „Nummer zwei“ in der Parteihierarchie der Parti Socialiste. Er war nationaler Sekretär für Koordination und vom 30. Juni 2011 bis zum 16. Oktober 2011 kommissarischer Parteivorsitzender (premier secrétaire délégué), als die gewählte Parteivorsitzende Martine Aubry ihr Amt wegen ihrer Teilnahme an den offenen Vorwahlen der PS ruhen ließ.
Harlem Désir beschäftigt sich mit Global Governance. Er ist Mitglied des World Parliamentary Forum, das während des Weltsozialforums in Porto Alegre und Mumbai etabliert wurde.
Am 12. September 2012 wurde Harlem Désir von der scheidenden Vorsitzenden der PS, Martine Aubry und Premierminister Jean-Marc Ayrault als Vorsitzender der Partei vorgeschlagen. Die Wahl Désirs galt als sicher, da der Vorschlag von fast allen Führungspersonen der Parti Socialiste getragen wurde. Am 18. Oktober 2012 wurde Harlem Désir in einer Urwahl zum Vorsitzenden gewählt. Er erhielt 72,5 Prozent der Stimmen, sein Gegenkandidat Emmanuel Maurel 27,5 Prozent.
Désir wurde am 9. April 2014 im Zuge der Regierungsneubildung nach den französischen Kommunalwahlen zum Staatssekretär für Europafragen im französischen Außenministerium berufen. Am gleichen Tag kündigte er seinen Rücktritt als erster Sekretär des PS an. Am 15. April schied er mit der Wahl seines Nachfolgers Jean-Christophe Cambadélis aus dem Amt.

## Schriften
- 1985: Touche pas à mon pote
- 1987: SOS Désirs
- 1994: La situation et le devenir des associations à but humanitaire
- 1997: De l'immigration à l'intégration: repérages
- 2000: Les sept jours d'Attika